# Haidilao
Haidilao International Holding Limited («Хайдилао») — китайская компания, управляющая крупнейшей сетью ресторанов сычуаньской кухни в мире. Основным направлением деятельности являются рестораны под брендом Haidilao Hot Pot, в которых еда подаётся в хого. Дочерние структуры Haidilao International занимаются доставкой еды, продажей приправ и ингредиентов. Haidilao International Holding входит в число крупнейших публичных компаний Китая, а её совладельцы Чжан Юн, Шу Пин, Ши Юнхун и Ли Хайянь — в число богатейших миллиардеров страны.

## Этимология
Название компании Haidilao происходит от термина в игре маджонг, означающего редкую и удачную комбинацию, когда игрок забирает последнюю доступную кость.

## История
В 1994 году Чжан Юн и Ши Юнхун, а также их подруги, позже ставшие их жёнами, собрали первоначальный капитал и открыли ресторан сычуаньской кухни в уезде Цзяньян. В конце 1990-х годов сеть вышла за пределы Сычуани. В 2009 году оборот компании Sichuan Haidilao Catering превысил 1 млрд юаней, а число сотрудников достигло 10 тыс. человек. Официально она была зарегистрирована на Каймановых островах, а штаб-квартира разместилась в Пекине. В июле 2016 года крупный производитель приправ Yihai International, отделившийся от Haidilao, провёл IPO на Гонконгской фондовой бирже. В начале 2017 года сеть насчитывала 168 заведений в 51-м городе материкового Китая и девять зарубежных ресторанов в Сингапуре, Лос-Анджелесе, Сеуле и Токио. Летом 2017 года сеть Haidilao вышла на рынок Гонконга.
В сентябре 2018 года сеть Haidilao вышла на Гонконгскую фондовую биржу, а её соучредители — Чжан Юн, его жена Шу Пин, их партнёр Ши Юнхун и его жена Ли Хайянь — стали долларовыми миллиардерами. По итогам 2018 года выручка Haidilao выросла на 60 % до 17 млрд юаней (3,5 млрд долларов), рыночная капитализация составила 21 млрд долларов, а число зарубежных ресторанов выросло до 36. В 2020 году продажи 1,3 тыс. ресторанов сети превысили 4,4 млрд долларов.
Пандемия COVID-19 сильно ударила по сети Haidilao, многие рестораны которой были вынуждены закрыться, а после открытия значительно подняли цены. По итогам 2021 года продажи более 1,4 тыс. ресторанов сети превысили 6,4 млрд долларов (основная выручка пришлась на Китай, США, Японию, Южную Корею и Сингапур).

## Деятельность

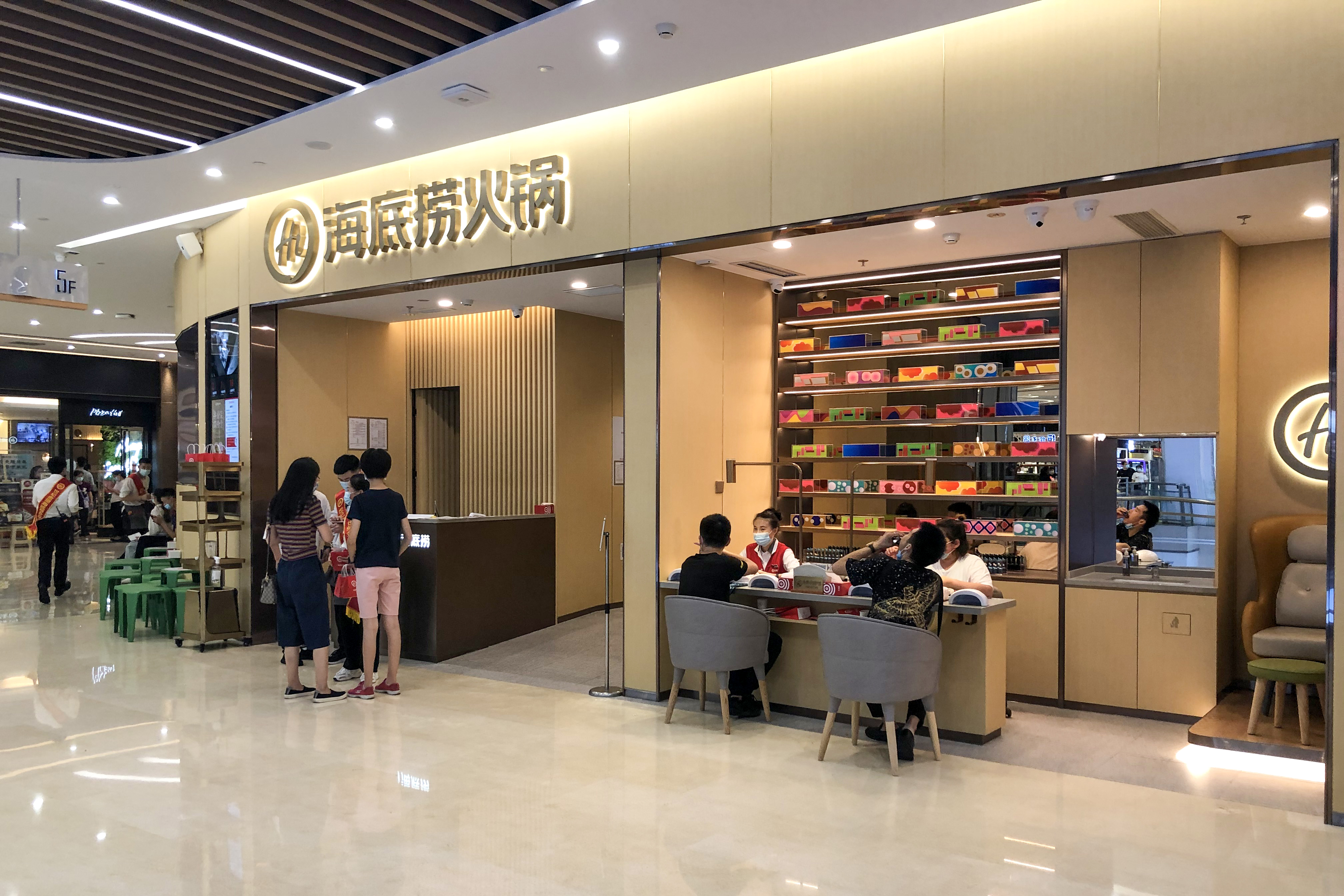
Маникюр для клиентов у входа в ресторан

Haidilao International управляет сетью ресторанов сычуаньской кухни, логистическими и производственными базами, а также занимается доставкой еды, продажей приправ и пищевых ингредиентов, оптовой торговлей и финансовыми услугами. По состоянию на конец 2021 года компания владела и управляла 1443 ресторанами, в том числе 1329 ресторанами в материковом Китае.
Ши Юнхун и Чжан Юн также имеют долю в компании Yihai International, которая производит приправы и соусы для хого и была выделена из состава Haidilao.
По итогам 2021 года основные продажи Haidilao International пришлись на общественное питание и другие ресторанные услуги (96,5 %), доставку еды (1,7 %), продажу приправ и пищевых ингредиентов (1,7 %). Основная выручка пришлась на рынок Китая (92,8 %).

### Концепция

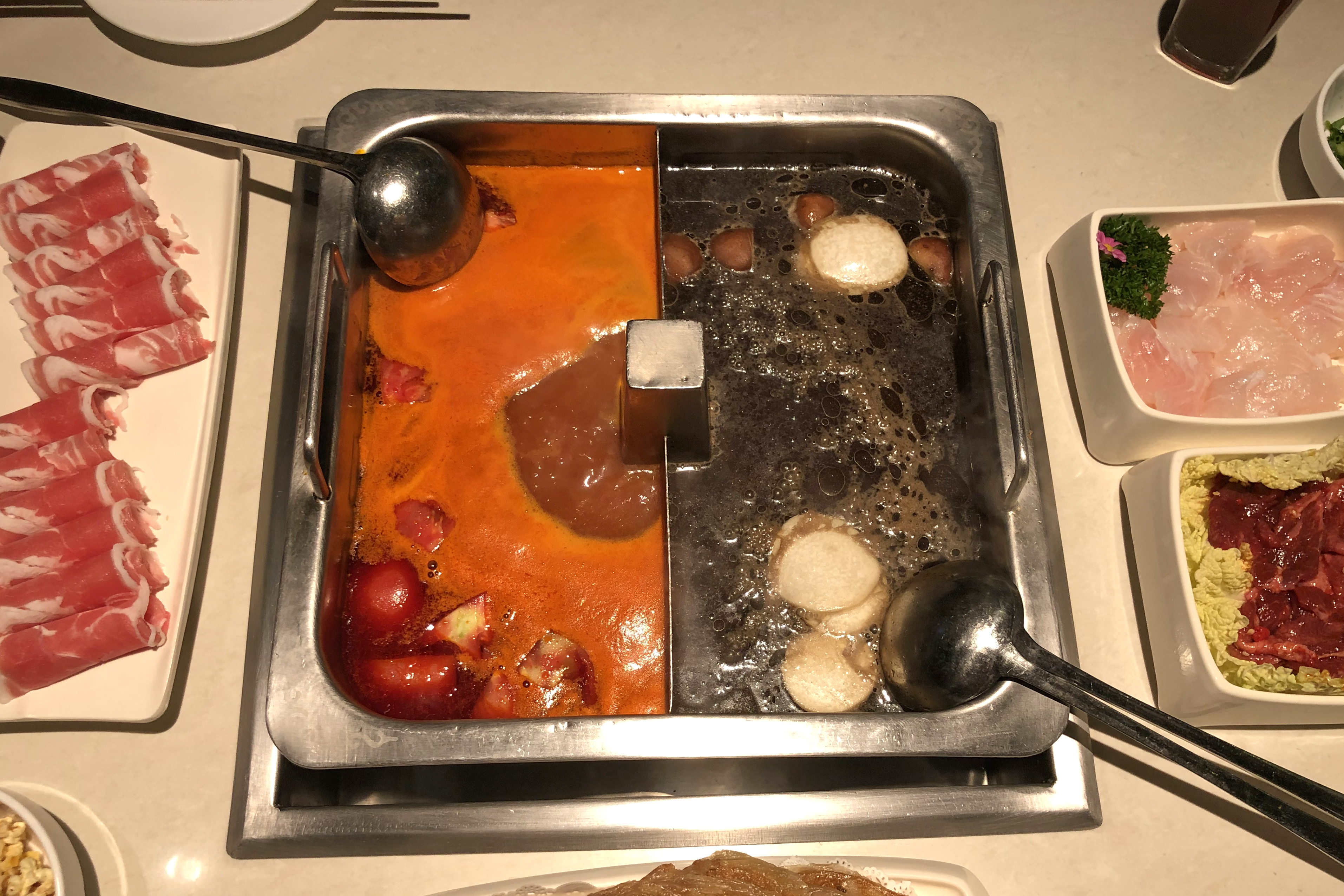
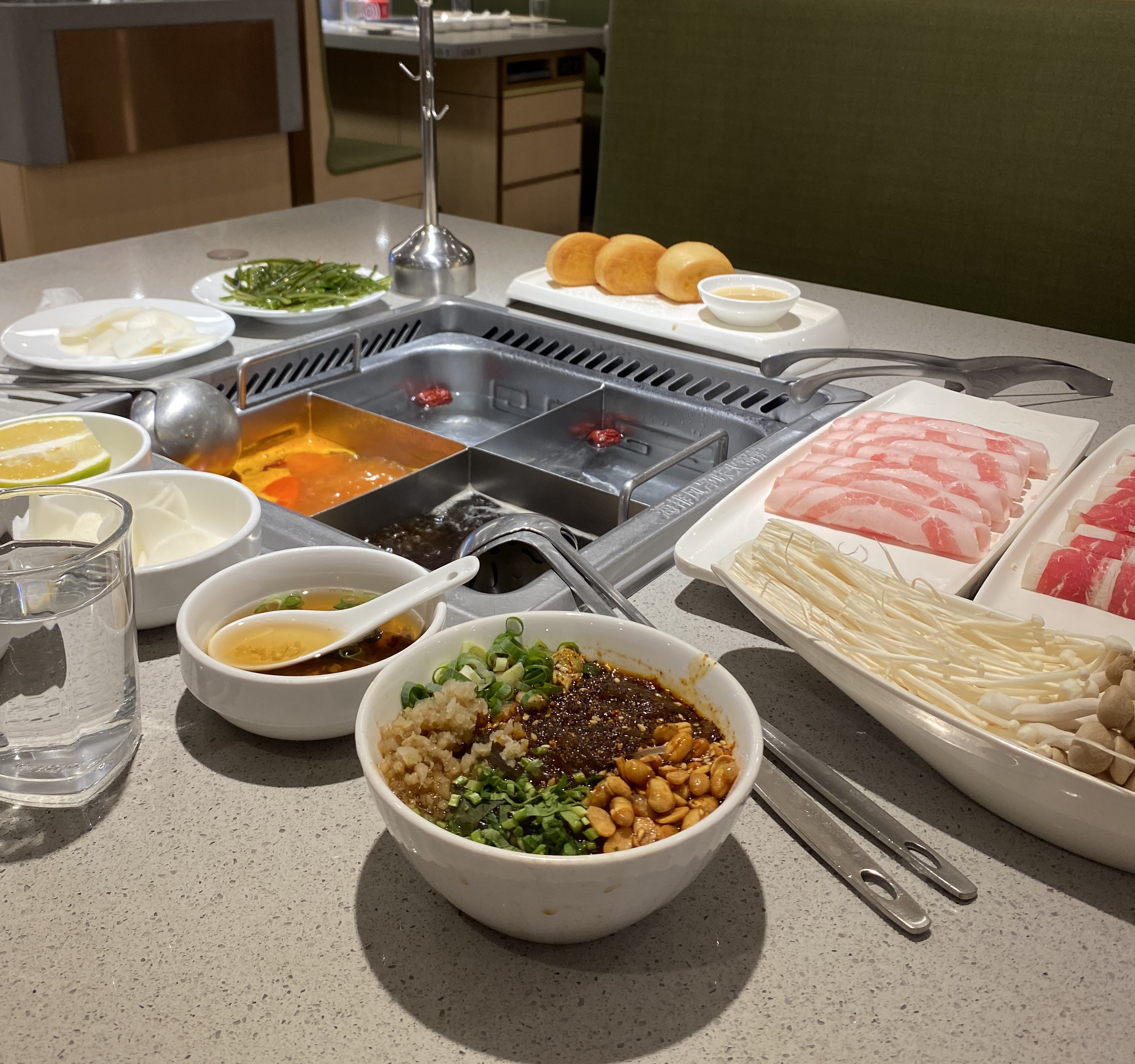
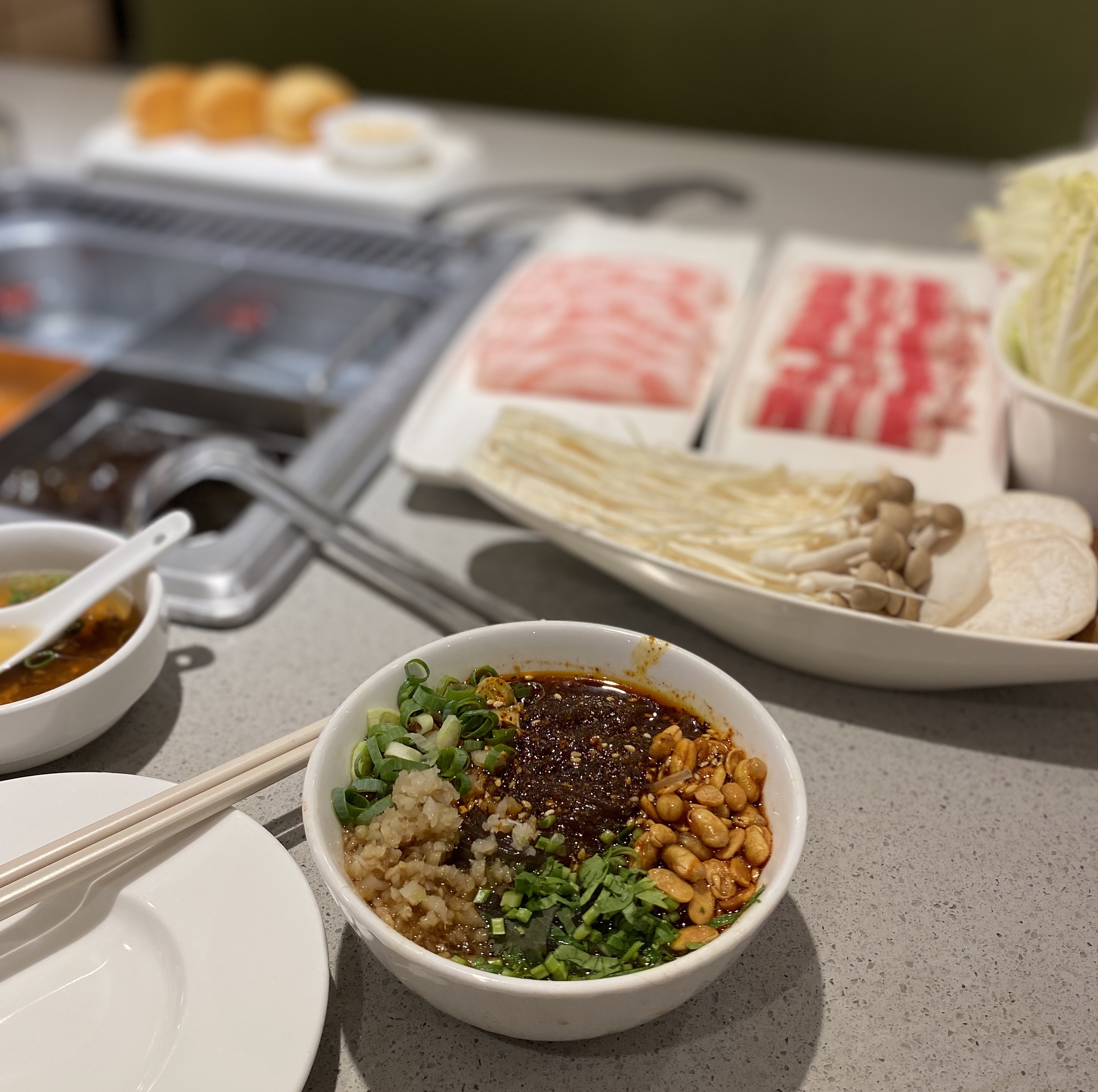
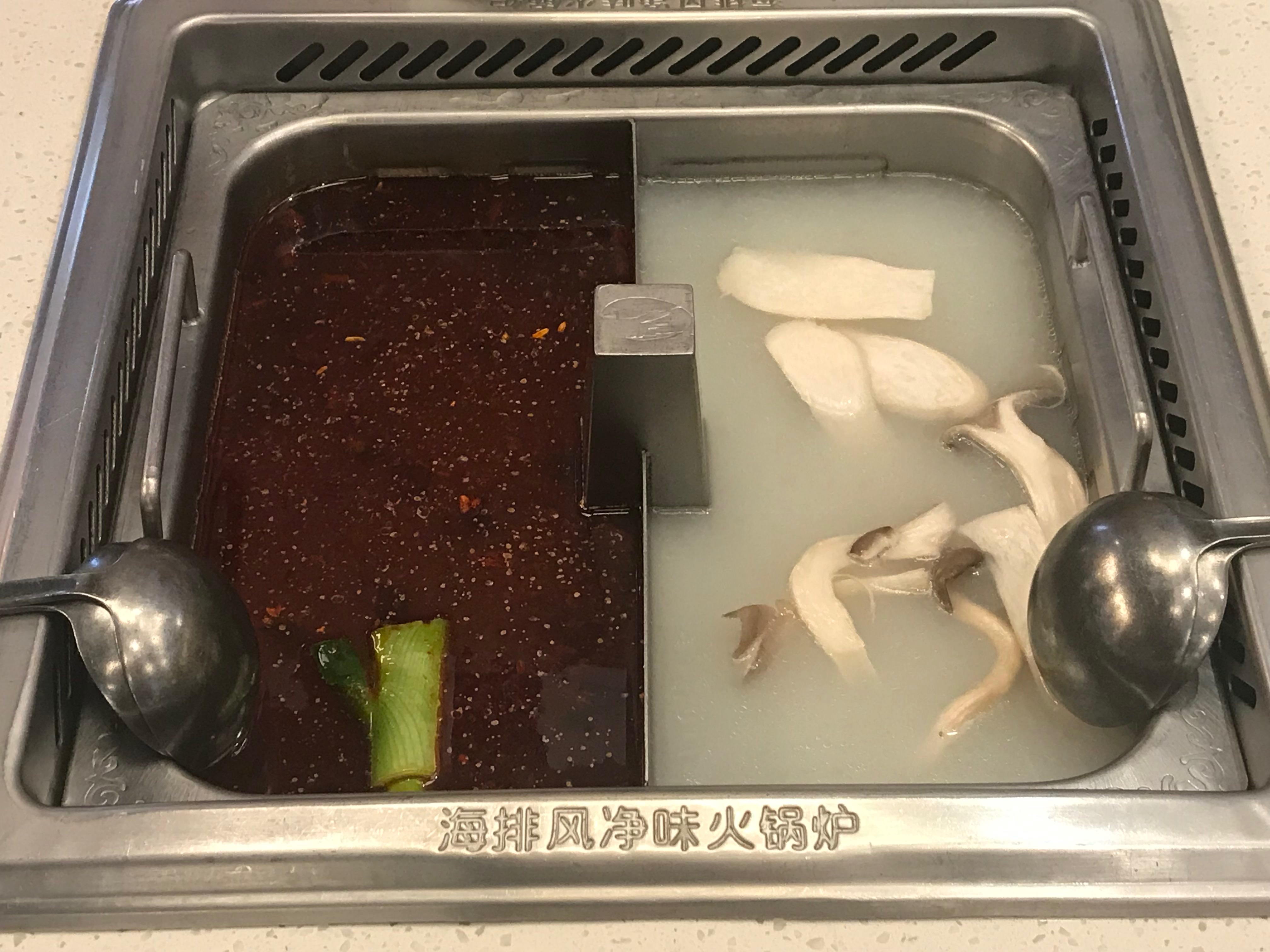

Основной специализацией сети является подача ингредиентов для приготовления в остром бульоне сычуаньского хого. К фирменным светлым и тёмным бульонам подаются различные ингредиенты (свинина, телятина, баранина, курятина, утятина, свиные мозги, гусиные потроха, морепродукты, лапша, пельмени, овощи, фрукты, грибы и специи), а также дипы, салаты, обжаренный арахис, алкогольные и безалкогольные напитки. Клиенты сами выбирают ингредиенты и окунают их, держа палочками, в один из двух или четырёх (в зависимости от заказанной ёмкости) кипящих бульонов различной остроты на свой выбор. Также можно выбрать более 20 различных соусов. Ежегодно в меню ресторанов добавляются новые рецепты. Если у клиента длинные волосы, официанты предложат ему бесплатную резинку, чтобы во время еды завязать волосы сзади. Также клиентам выдают фартуки для защиты одежды и чехлы для защиты телефонов, предлагают горячие полотенца для рук.
Особую известность Haidilao получила благодаря внимательному обслуживанию посетителей, включая бесплатный маникюр, чистку обуви, массаж плеч и рук, настольные игры, напитки и свежие фрукты для ожидающих столика клиентов (в каждом ресторане сети есть зал ожидания для клиентов с маникюрными столами и игровыми зонами для детей). В самих ресторанах работники дарят подарки в день рождения клиента, устраивают шоу с лапшой и танцевальные представления, набирающие много просмотров в китайских социальных сетях. Также можно заказать услуги видеоконференции и общаться с друзьями в другом ресторане Haidilao. Для одиноких посетителей предусмотрены столики с плюшевыми мишками. Клиентам в очках предоставляется салфетка для протирки стёкол. Для повышения эффективности ресторанов сотрудникам предоставляются общежития, многие кухни максимально автоматизированы, а в залах внедряются роботы-официанты.
В 2003 году компания создала собственную службу доставки, которая с 2013 года работает круглосуточно. Сотрудники службы доставки Haidilao перед входом в квартиру надевают бахилы, а затем на кухне помогают клиенту разрезать тушеное мясо и разложить порции на тарелки. Затем они ждут у дома завершения трапезы, после чего забирают фирменное оборудование и посуду (включая индукционную плиту). За дополнительную плату работники доставки могут после трапезы убрать помещение клиента.

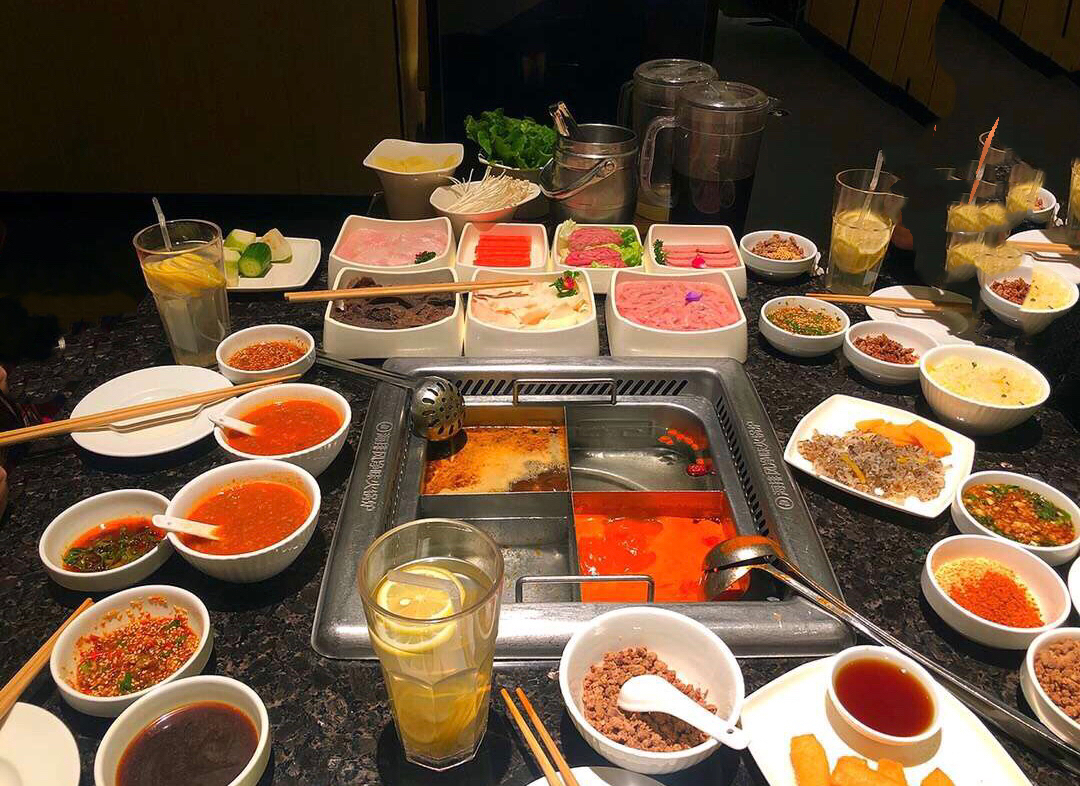
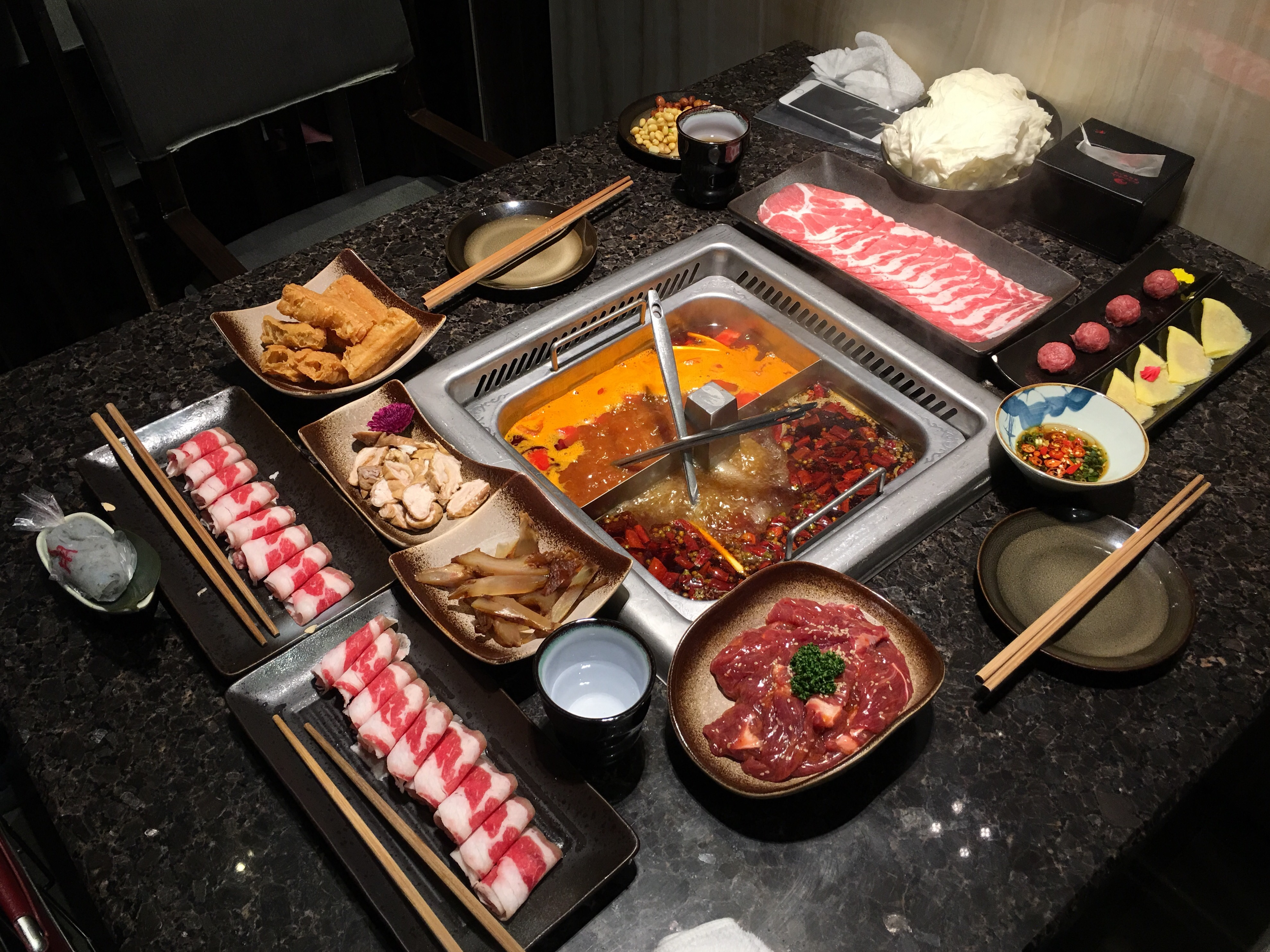
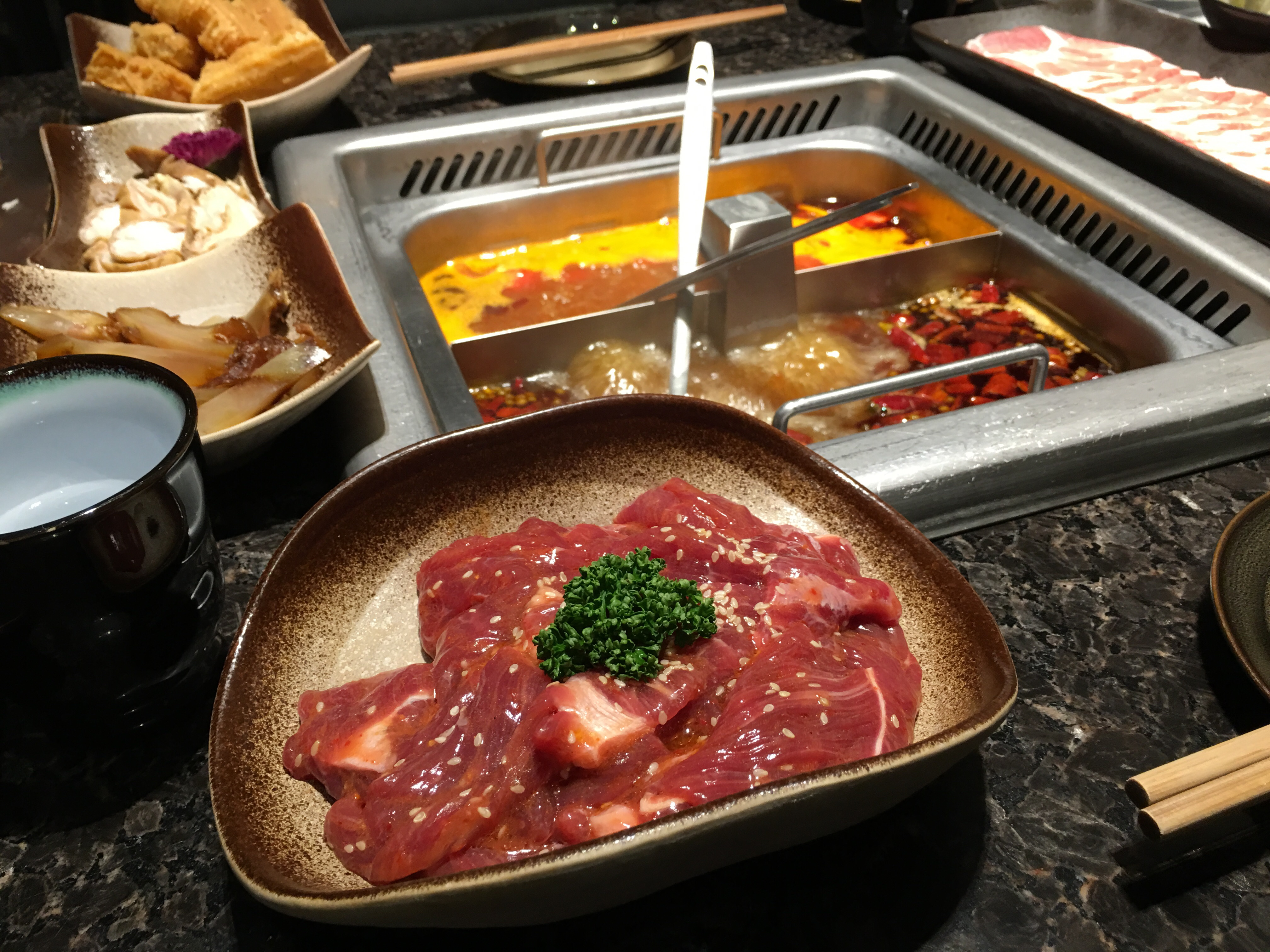
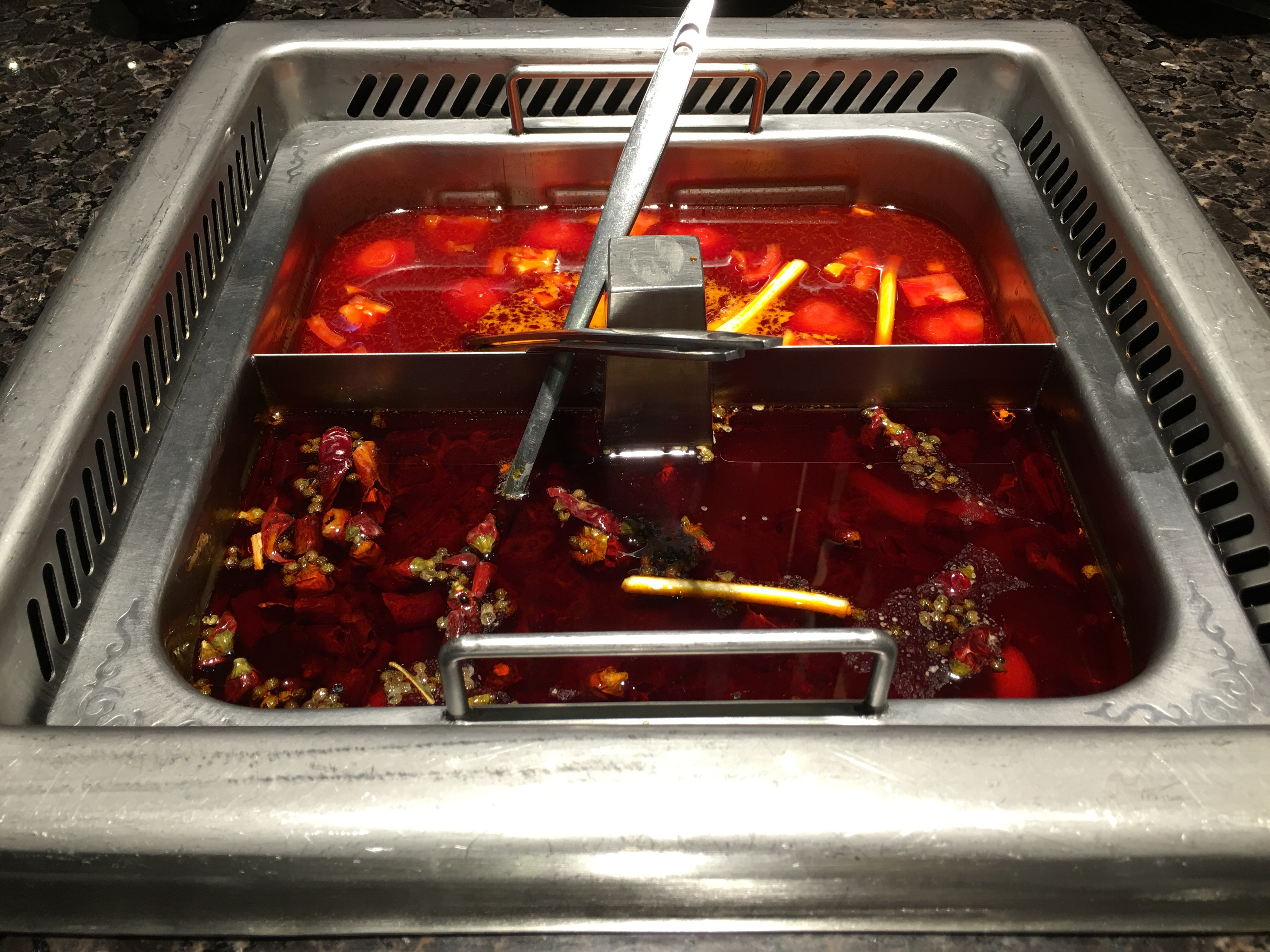

### Международная сеть
Свой первый зарубежный ресторан Haidilao открыла в 2012 году в Сингапуре. Осенью 2013 года первый американский ресторан сети открылся в Аркейдии. Со временем компания вышла на рынки Южной Кореи (2014), Тайваня и Японии (2015), Гонконга (2017). По состоянию на конец 2021 года за пределами материкового Китая 114 ресторанов сети Haidilao работали в Гонконге, Макао, Японии, Южной Корее, на Тайване, во Вьетнаме, Таиланде, Малайзии, Сингапуре, Индонезии, Австралии, США, Канаде и Великобритании.

## Акционеры
Крупнейшими акционерами Haidilao International являются Чжан Юн (52,9 %), Шу Пин (7,37 %), Ли Хайянь (6,03 %), Ши Юнхун (3,29 %), Ян Лицзюань (3,22 %), Morgan Stanley (1,65 %), Hongde Fund Management (0,66 %), The Vanguard Group (0,6 %) и BlackRock (0,47 %).